# NGC 223
NGC 223 je galaksija u zviježđu Kit.

## Vanjske poveznice
- SEDS: NGC 0223